# West Lomond
West Lomond är en kulle i Storbritannien.   Den ligger i kommunen Fife och riksdelen Skottland, i den norra delen av landet, 600 km norr om huvudstaden London. Toppen på West Lomond är 522 meter över havet. West Lomond ingår i Lomond Hills.
Terrängen runt West Lomond är kuperad åt nordost, men åt sydväst är den platt. West Lomond är den högsta punkten i trakten. Runt West Lomond är det tätbefolkat, med 266 invånare per kvadratkilometer. Närmaste större samhälle är Kirkcaldy, 15,6 km sydost om West Lomond. Trakten runt West Lomond består i huvudsak av gräsmarker.